# 카웨올
카웨올(Kahweol)은 아라비카 커피 원두에서 발견되는 디테르페노이드 분자로, 구조적으로 카페스톨과 관련이 있다. 카웨올이라는 이름은 "커피"를 뜻하는 아랍어(قهوة, qahwa)에서 유래했다.

## 같이 보기
- 카페스톨